# Estação Central (Metrorrey)
A Estação Central é uma das estações do Metrorrey, situada em Monterrei, entre a Estação Edison e a Estação Cuauhtémoc. Administrada pela STC Metrorrey, faz parte da Linha 1.
Foi inaugurada em 25 de abril de 1991. Localiza-se no cruzamento da Avenida Cólon com a Avenida Bernardo Reyes. Atende o centro da cidade.